# (64704) 2001 XJ88
2001 أكس جاي 88 (ويعرف أيضًا باسم (64704) 2001 أكس جاي 88 وفق تسمية الكوكب الصغير) (بالإنجليزية: 2001 XJ88)‏ هو كويكب ضمن حزام الكويكبات؛ وترتيبه 64704 من حيث الاكتشاف.
اكتُشف هذا الجُرم الفلكي بواسطة William Kwong Yu Yeung ‏ في 14 ديسمبر 2001.

## وصلات خارجية
- (64704) 2001 XJ88 في قاعدة بيانات مختبر الدفع النفاث لأجرام النظام الشمسي الصغيرة

- الاكتشاف · مخطط المدار ·  العناصر المدارية · المعلمات المادية

- (64704) 2001 XJ88 على موقع ويكي سكاي: DSS2, SDSS, GALEX, IRAS, Hydrogen α, X-Ray, Astrophoto, Sky Map, Articles and images